# Muhammed bin Laden
Mohammed bin Awad bin Laden (em árabe: محمد بن عوض بن لادن), também conhecido como Mohammed bin Laden (Hadramaute, 15 de março de 1908 — Usran,  3 de setembro de 1967), era um imigrante iemenita que se tornou um poderoso investidor no ramo da construção e patriarca da família bin Laden. Casou-se 23 vezes (quatro esposas de cada vez) e teve 54 filhos. Acredita-se que Osama bin Laden seja o décimo sétimo filho e o único menino com sua décima esposa Hamida al-Attas, de ascendência síria.
Sua família se tornou a mais rica da Arábia Saudita, depois da família real. Mohammed Bin Laden, morreu em um acidente de avião.